# 荻窪警察署
荻窪警察署（おぎくぼけいさつしょ）は、警視庁が管轄する警察署の一つである。第四方面本部所属。
杉並区の西北部を管轄している。
署員数およそ300名、識別章所属表示はPP。車両の対空標示は「荻」。

## 所在地
東京都杉並区桃井三丁目1番3号
（最寄駅：東日本旅客鉄道・東京地下鉄荻窪駅）

## 施設
- 代用監獄（留置場）

## 管轄区域
杉並区
- 天沼一・二・三丁目（全域）
- 本天沼一・二・三丁目（全域）
- 清水一・二・三丁目（全域）
- 井草一・二・三・四・五丁目（全域）
- 下井草一・二・三・四・五丁目（全域）
- 上井草一・二・三・四丁目（全域）
- 今川一・二・三・四丁目（全域）
- 桃井一・二・三・四丁目（全域）
- 善福寺一・二・三・四丁目（全域）
- 上荻一・二・三・四丁目（全域）
- 西荻北一・二・三・四・五丁目（全域）
- 西荻南三・四丁目（一・二丁目は高井戸警察署の管轄）
- 南荻窪一・二・三・四丁目（全域）
- 荻窪一丁目の一部（2番の一部、3から6・19から35番）、二丁目の一部（6から10番、11番の一部、12・13・17から38番、39・42・43番の各一部、44番）、三丁目の一部（31番の一部、32から34番、35番の一部、36から38番、39・47番の各一部、48番）、四・五丁目（前記以外の一・二・三丁目は杉並警察署の管轄）

## 沿革
- 1935年（昭和10年）10月14日 荻窪警察署開設。中野警察署からの分離開設。

## 組織
- 警務課
- 会計課
- 交通課
- 警備課
- 地域課
- 刑事組織犯罪対策課
- 生活安全課

## 交番
- 天沼交番（杉並区本天沼二丁目5番1号）
- 井荻駅前交番（杉並区下井草五丁目23番14号）
- 今川交番（杉並区上井草二丁目7番8号）旧：今川駐在所
- 荻窪駅北口交番（杉並区上荻一丁目26番1号）
- 荻窪駅南口交番（杉並区荻窪五丁目31番9号）
- 荻窪五丁目交番（杉並区荻窪五丁目3番8号）
- 上井草交番（杉並区上井草三丁目32番3号）
- 下井草交番（杉並区下井草二丁目44番13号）
- 善福寺交番（杉並区善福寺一丁目34番19号）
- 西荻窪交番（杉並区西荻北三丁目1番16号）
- 桃井四丁目交番（杉並区桃井四丁目3番3号）旧：上井草駐在所→宿町駐在所

## 駐在所
- 神明駐在所（杉並区南荻窪二丁目5番1号）

## 地域安全センター
- 地蔵坂地域安全センター（杉並区西荻北四丁目34番9号）2007年（平成19年）4月1日地蔵坂交番から転換。
- 清水地域安全センター（杉並区清水三丁目21番30号）2007年（平成19年）4月1日清水交番から転換。

## 出来事
- 2021年6月26日、警視庁は、警察手帳を示して民家に入り現金350万円を盗んだとして、荻窪署交通課の巡査長を住居侵入と窃盗の容疑で逮捕したと発表した。6月8日、福生市内の住宅を訪れ、警察手帳を示し福生署員を名乗り「通報があった」と説明、室内に入り、住人が点検している隙に現金を盗んだ容疑。「パチスロなどで多額の借金があり、返済に充てたかった」と認めている。[1][2]